# Bübchen
Bübchen ist ein deutscher Spielfilm aus dem Jahr 1968 und der erste Langfilm von Roland Klick. 1969 kam der Film unter dem Verleihtitel Der kleine Vampir erneut in die Kinos.

## Handlung
Ein Ehepaar wohnt mit Sohn Achim und der etwa ein Jahr alten Tochter Katrin in einer deutschen Vorstadt. In dem grauen Alltag leben alle aneinander vorbei.
Mit ihren Nachbarn, den Behms, gehen Achims Eltern auf ein Betriebsfest. Deren Tochter Monika, die gerade im Teenageralter ist, soll in der Zwischenzeit auf die Kinder aufpassen. Monika fügt sich unwillig in ihre Rolle, und als ihr heimlicher Freund Otto vorbeikommt, lässt sie Achim und seine Schwester allein. Dieser spielt zunächst gelangweilt mit dem quengelnden Kleinkind und stülpt ihm dann eine Plastiktüte über den Kopf. Auf einem Bollerwagen fährt er die offensichtlich erstickte Schwester zu einem Schrottplatz und versteckt sie im Kofferraum eines alten Autos.
Nach der Rückkehr beginnt die Suche nach dem Kind. Achim und Monika werden von Kriminalbeamten verhört, doch beide geben sich ahnungslos. Der Verdacht fällt auf Monikas Freund, weil sein Auto in der Nähe gesehen wurde, und man nimmt ihn in Untersuchungshaft.
Als die Widersprüche zwischen Achims und Monikas Lügengeschichten immer offenkundiger werden, ahnt Achims Vater als Erster den Sachverhalt. Er entdeckt die Leiche im Kofferraum des Autos, nimmt sie mit und beseitigt sie endgültig in der Maschinerie seines Arbeitsplatzes. Daraufhin geht das Leben zuhause anscheinend weiter, als wäre nichts geschehen.

## Hintergrund
Der Film ähnelt von seiner Anlage her anderen Produktionen des Neuen Deutschen Films, die zu dieser Zeit entstanden. Wie etwa in Mord und Totschlag und Tätowierung wird ein Delikt vom Zuschauer nicht aus der Sicht des Ermittlers oder Opfers erlebt, sondern aus der Sicht des Täters. Gedreht wurde im Mai 1968 in Hamburg, Neumünster und Lübeck. Uraufführung war am 8. Oktober 1968 auf dem Internationalen Filmfestival Mannheim-Heidelberg.

## Kritiken
- Heyne Filmlexikon (1996): „Ein Zehnjähriger tötet seine kleine Schwester; der Mord wird vom Vater vertuscht. Ein durchaus verstörender Film über die Gewalt und die bürgerliche Familie.“
- Reclams Lexikon des deutschen Films (1998): „Regisseur Klick verliert kein Wort über Motiv oder Gründe für den schockierenden Mord, dessen Brutalität durch das Alter des Täters und die Selbstverständlichkeit, mit der das Geschehen abläuft, an die Grenzen des Erträglichen geht.“
- Anlässlich einer Retrospektive zum 80. Geburtstag von Roland Klick in mehreren Berliner Kinos 2019 schrieb Thomas Groh in der taz: „Vor den Kulissen schönster BRD-Tristesse erzählt sein Debütlangfilm Bübchen (1968) von einem vernachlässigten Jungen, der grundlos seine kleine Schwester ermordet – eine in ruhigen Bildern gehaltene, aber umso wütender brodelnde Demontage des Wirtschaftswunder-Kleinbürgertums. Den damaligen Kritikern, aber auch der Konkurrenz aus dem Neuen Deutschen Film galt der Film als zu wenig psychologisch, zu spekulativ.“[1]

## Auszeichnungen
- Filmband in Gold für Renate Roland als beste Nachwuchsdarstellerin
- Prämie vom Kuratorium junger deutscher Film für Spielfilm und Regie